# Presidenti della Repubblica Popolare Cinese
Questa lista raccoglie gli 11 presidenti della Repubblica Popolare Cinese (中华人民共和国主席) dalla fine della guerra civile (1949) ad oggi.

## Elenco
| Nº                                            | Presidente                               | Presidente                               | Presidente                               | Mandato                                  | Mandato                                  | ANP                                      | Partito                                  | Vicepresidente                                                  |                                          |
| Nº                                            | Presidente                               | Presidente                               | Presidente                               | Inizio                                   | Fine                                     | ANP                                      | Partito                                  | Vicepresidente                                                  |                                          |
| Presidente del Governo Popolare Centrale      | Presidente del Governo Popolare Centrale | Presidente del Governo Popolare Centrale | Presidente del Governo Popolare Centrale | Presidente del Governo Popolare Centrale | Presidente del Governo Popolare Centrale | Presidente del Governo Popolare Centrale | Presidente del Governo Popolare Centrale | Presidente del Governo Popolare Centrale                        | Presidente del Governo Popolare Centrale |
| --------------------------------------------- | ---------------------------------------- | ---------------------------------------- | ---------------------------------------- | ---------------------------------------- | ---------------------------------------- | ---------------------------------------- | ---------------------------------------- | --------------------------------------------------------------- | ---------------------------------------- |
| –                                             |                                          |                                          | Mao Zedong 毛泽东                        | 1º ottobre 1949                          | 27 settembre 1954                        | –                                        | Partito Comunista Cinese (中国共产党)    | Zhu De Liu Shaoqi Soong Ching-ling Li Jishen Zhang Lan Gao Gang |                                          |
| Presidente della Repubblica Popolare Cinese   |                                          |                                          |                                          |                                          |                                          |                                          |                                          |                                                                 |                                          |
| 1                                             |                                          |                                          | Mao Zedong 毛泽东                        | 27 settembre 1954                        | 27 aprile 1959                           | I                                        | Partito Comunista Cinese                 | Zhu De                                                          |                                          |
| 2 (2,3)                                       |                                          |                                          | Liu Shaoqi 刘少奇                        | 27 aprile 1959                           | 3 gennaio 1965                           | II                                       | Partito Comunista Cinese                 | Soong Ching-ling Dong Biwu                                      |                                          |
| 2 (2,3)                                       | 3 gennaio 1965                           | 31 ottobre 1968                          | Liu Shaoqi 刘少奇                        | III                                      |                                          |                                          | Partito Comunista Cinese                 | Soong Ching-ling Dong Biwu                                      |                                          |
| – (3)                                         |                                          |                                          | Dong Biwu 董必武                         | III                                      | 31 ottobre 1968                          | 17 gennaio 1975                          | Partito Comunista Cinese                 | –                                                               |                                          |
| Presidente del Congresso nazionale del popolo |                                          |                                          |                                          |                                          |                                          |                                          |                                          |                                                                 |                                          |
| – (4)                                         |                                          |                                          | Zhu De 朱德                              | 17 gennaio 1975                          | 6 giugno 1976                            | IV                                       | Partito Comunista Cinese                 | Soong Ching-ling Dong Biwu                                      |                                          |
| – (4)                                         |                                          |                                          | Soong Ching-ling 宋庆龄                  | 6 giugno 1976                            | 5 marzo 1978                             | IV                                       | Partito Comunista Cinese                 | Soong Ching-ling Dong Biwu                                      |                                          |
| – (5)                                         |                                          |                                          | Ye Jianying 叶剑英                       | 5 marzo 1978                             | 18 giugno 1983                           | V                                        | Partito Comunista Cinese                 | Soong Ching-ling                                                |                                          |
| Presidente della Repubblica Popolare Cinese   |                                          |                                          |                                          |                                          |                                          |                                          |                                          |                                                                 |                                          |
| 3                                             |                                          |                                          | Li Xiannian 李贤南                       | 18 giugno 1983                           | 8 aprile 1988                            | VI (62.5%)                               | Partito Comunista Cinese                 | Ulanhu                                                          |                                          |
| 4                                             |                                          |                                          | Yang Shangkun 杨尚昆                     | 8 aprile 1988                            | 27 marzo 1993                            | VII (66.8%)                              | Partito Comunista Cinese                 | Wang Zhen                                                       |                                          |
| 5 (5,6)                                       |                                          |                                          | Jiang Zemin 江泽民                       | 27 marzo 1993                            | 15 marzo 1998                            | VIII (68.4%)                             | Partito Comunista Cinese                 | Rong Yiren                                                      |                                          |
| 5 (5,6)                                       | 15 marzo 1998                            | 15 marzo 2003                            | Jiang Zemin 江泽民                       | IX (71.5%)                               | Hu Jintao                                |                                          | Partito Comunista Cinese                 |                                                                 |                                          |
| 6                                             |                                          |                                          | Hu Jintao 胡锦涛                         | 15 marzo 2003                            | 15 marzo 2008                            | X (72.9%)                                | Partito Comunista Cinese                 | Zeng Qinghong                                                   |                                          |
| 6                                             | 15 marzo 2008                            | 14 marzo 2013                            | Hu Jintao 胡锦涛                         | XI (70.27%)                              | Xi Jinping                               |                                          | Partito Comunista Cinese                 |                                                                 |                                          |
| 7                                             |                                          |                                          | Xi Jinping 习近平                        | 14 marzo 2013                            | 17 marzo 2018                            | XII (72.21%)                             | Partito Comunista Cinese                 | Li Yuanchao                                                     |                                          |
| 7                                             | 17 marzo 2018                            | 10 marzo 2023                            | Xi Jinping 习近平                        | XIII (71.10%)                            | Wang Qishan                              |                                          | Partito Comunista Cinese                 |                                                                 |                                          |
| 7                                             | 10 marzo 2023                            | in carica                                | Xi Jinping 习近平                        | XIV (70.60%)                             | Han Zeng                                 |                                          | Partito Comunista Cinese                 |                                                                 |                                          |